# 목도초등학교
목도초등학교는 대한민국 충청북도 괴산군 불정면 목도리에 있는 공립 초등학교이다.

## 학교 연혁
- 1919년 10월 10일 목도공립보통학교 개교
- 1938년 4월 1일 목도공립심상소학교 개칭
- 1941년 4월 1일 목도공립국민학교 개칭
- 1944년 3월 15일 추산국민학교 분리 독립
- 1947년 4월 1일 신기국민학교 분리 독립
- 1956년 4월 1일 세평국민학교 분리 독립
- 1981년 3월 10일 병설유치원 설치 개원
- 1996년 3월 1일 목도초등학교로 교명 변경
- 1998년 3월 1일 세평초등학교 통합
- 2017년 3월 1일 추산초등학교 통합
- 2019년 9월 1일 제36대 장광수 교장 취임
- 2020년 1월 3일 제99회 졸업식(8명, 졸업생 누계 총 5471명)
- 2020년 3월 1일 7학급 편성(특수학급 1포함)

## 참고 자료
- 목도초등학교 - 한국교육학술정보원 학교알리미